# Quản lý thời gian (thể loại trò chơi điện tử)
Trò chơi quản lý thời gian (tiếng Anh: Time management games) là một thể loại trò chơi điện tử tập trung xung quanh việc phân bổ nhanh chóng thời gian thực của các nguồn tài nguyên theo một thứ tự hợp lý nhằm thực hiện các mục tiêu cấp độ. Người chơi buộc phải phản ứng với các yêu cầu gửi đến xảy ra khi chơi và phục vụ chúng một cách hiệu quả nhất để có được những phần thưởng lớn nhất có thể. Ngoài ra người chơi thường bị giới hạn về thời gian và nguồn tài nguyên hạn chế ở tốc độ đáp ứng các yêu cầu. Trong suốt quá trình chơi game, người chơi thường có một khả năng để nâng cấp các nguồn tài nguyên sẵn có của mình bằng cách xài những phần thưởng giành được. Quản lý thời gian là một tiểu thể loại của casual game và trò chơi điện tử chiến lược. Thể loại này còn tương đối mới mẻ và chẳng có mấy cuốn sách về thiết kế game đề cập đến nó.
Dù chỉ được coi là một tiểu thể loại của trò chơi chiến lược nhưng nó đã có bộ tính năng riêng biệt của mình và thiếu một số tính năng của dạng game chiến lược đặc trưng. Thể loại game này thường không sử dụng chủ đề chiến tranh, thay vào đó sử dụng các chủ đề công việc. Mục tiêu của trò chơi chiến lược thường là để chinh phục kẻ thù, trong khi mục tiêu quản lý thời gian thường là để kiếm đủ tiền bằng cách làm việc một cách hiệu quả nhất. Không giống như game chiến lược thường tập trung vào chế độ chơi mạng, trò chơi quản lý thời gian về bản chất chỉ có phần chơi đơn.
Trò chơi quản lý thời gian sẽ trở nên hấp dẫn cho một đối tượng khác với trò chơi chiến lược chung. Đối tượng chính của game chiến lược thường ở vào độ tuổi thiếu niên và người lớn trưởng thành, trong khi đối tượng của dạng game quản lý thời gian thị lại là phụ nữ trưởng thành. Một thiết lập điển hình cho thể loại game quản lý thời gian là đặt người chơi vào vị trí của một số loại hình lao động dịch vụ ví dụ như bồi bàn hay đầu bếp tại một nhà hàng, kiểm soát không lưu, quản lý văn phòng. Có những tựa game với các thiết lập khác nhau như Airport Mania và Diner Dash.